# Rokytnice u Přerova
Rokytnice, bis 1921 Roketnice (deutsch Roketnitz, älter auch Rokemitze) ist eine Gemeinde in Tschechien. Sie liegt vier Kilometer westlich von Přerov und gehört zum Okres Přerov.

## Geographie
Rokytnice befindet sich rechtsseitig der Bečva am Fuße der letzten Ausläufer der Oderberge im Hornomoravský úval (Obermährische Senke). Nordöstlich erhebt sich die Malá Lipová (273 m) und im Osten die Slatiny (220 m). Durch Rokytnice führt die Staatsstraße II/150 zwischen Přerov und Prostějov; am südwestlichen Ortsrand verläuft die Bahnstrecke Přerov – Olomouc.
Nachbarorte sind Kokory, Žeravice und Lapač im Norden, Na Žernové, Čekyně, Vinary und Popovice im Nordosten, Předmostí und Přerov im Osten, Dluhonice im Südosten, Henčlov im Süden, Troubky und Tovačov im Südwesten, Císařov im Westen sowie Brodek u Přerova und Luková im Nordwesten.

## Geschichte
Die älteste schriftliche Erwähnung des Dorfes erfolgte 1035 im Zusammenhang mit dem die Gauburgen Olmütz und Přerov verbinden Steig Hradská. Bis zur Mitte des 14. Jahrhunderts bildete Roketnyczie den Sitz der Vladiken von Rokytnice, deren bedeutendster der Oberste Richter von Olmütz, Hereš von Rokytnice war. Im Jahre 1348 ließ Hermann von Rokytnice in der Landtafel Sezema von Prusinowitz als Mitbesitzer des Gutes eintragen. Ab 1353 wurde das Dorf als Rokythnicz bzw. Rokitnicz bezeichnet. Die erste Erwähnung einer Feste erfolgte 1385, als Rudolf von Frankstadt das Dorf und die Feste kaufte. Nach zahlreichen Besitzerwechseln erwarben 1437 die Herren von Ludanitz die Herrschaft, die sie bis zum Erlöschen ihres Geschlechts über 137 Jahre und damit am längsten hielten. Anstelle der während der Hussitenkriege erloschenen Feste ließen sie ein Renaissanceschloss errichten. Seit 1481 wurde der Ort als Rokytnice, seit 1573 als Roketnice, seit 1575 als Roketnitz, 1675 als Roketnicz, 1771 als Roketnicium und 1828 als Rokstan bezeichnet. Půta von Ludanitz († 1560) erwarb 1554 die Herrschaft Helfenstein. Mit dem Tode seines Sohnes Wenzel  starb das Geschlecht von Ludanitz 1571 im Mannesstamme aus. Erbin wurde dessen fünfjährige Tochter Katharina von Ludanitz, die Rokytnice 1574 ihrem Vormund Zacharias von Neuhaus für eine Schuld überschrieb und Helfenstein 1580 in ihre Ehe mit Peter Wok von Rosenberg einbrachte. Zacharias von Neuhaus verkaufte Rokytnice 1577 an Joachim Haugwitz von Biskupitz, der Rokytnice zu seinem Sitz erwählte. 1582 zerstörte ein Großfeuer das Schloss und das gesamte Dorf. Der Neubau des Schlosses wurde 1591 vollendet. Während des Dreißigjährigen Krieges verkam das Schloss und wurde unbewohnbar. Die Familie von Haugwitz verkaufte deshalb die Herrschaft 1663 an den Olmützer Jesuitenorden. Dieser leitete vier Jahre später den barocken Umbau des Schlosses ein. Die Matriken wurden seit 1629 in Přerov und ab 1700 in Kokory geführt. Nach der Aufhebung des Jesuitenordens fiel die Herrschaft 1773 dem Studienfonds zu.
In den Jahren 1778 bis 1790 diente das Schloss als Feldlazarett. 1824 kaufte Ludwig von Lewenau die Herrschaft; ihm folgte ab 1835 der Vizepräsident der Wiener Hofkammer, Joseph Ritter von Eichhoff.
Nach der Aufhebung der Patrimonialherrschaften bildete Roketnice/Roketnitz ab 1850 eine Gemeinde in der Bezirkshauptmannschaft Kremsier. Im Jahre 1855 wurde die Gemeinde dem Bezirk Prerau und 1868 wieder dem Bezirk Kremsier zugeordnet. Seit 1877 gehört das Dorf zum Okres Přerov. Der heute amtliche Name Rokytnice wurde 1921 eingeführt. Zum Ende des Weltkrieges wurden am 17. Dezember 1944 während eines Luftkampfes über Vrbovec ein amerikanischer und ein kanadischer Pilot abgeschossen. Nach Kriegsende wurde der Großgrundbesitz von Johann Eichhoff enteignet und Eichhoff nach Österreich abgeschoben. 1991 nahm eine landwirtschaftliche Brennerei den Betrieb auf.

## Gemeindegliederung
Für die Gemeinde Rokytnice sind keine Ortsteile ausgewiesen. Zu Rokytnice gehört die Einöde Vrbovec.

## Sehenswürdigkeiten
- Schloss Rokytnice, der Spätrenaissancebau entstand zwischen 1582 und 1591 für Joachim Haugwitz von Biskupitz anstelle eines abgebrannten Vorgängerbaus. Ab 1667 ließen die Jesuiten das ruinierte Schloss im Barockstil wiederherstellen. Ab 1835 gehörte das Schloss den Freiherren von Eichhoff. Nach dem Ende des Zweiten Weltkrieges wurde Johann Eichhoff enteignet und als Deutscher nach Österreich vertrieben. Das von einem Park umgebene Bauwerk dient heute als Sozialfürsorgeeinrichtung und ist nicht öffentlich zugänglich.
- Kirche Jakobus des Älteren, das 1353 errichtete Bauwerk erhielt seine heutige Gestalt beim Wiederaufbau nach dem Brand von 1764. Beiderseits des Haupteingangs befinden sich die Grabplatten von Wenzel und Půta von Ludanitz, der letzten männlichen Vertreter des Geschlechts
- Pestsäule mit Statue des hl. Franz Xaver auf dem Dorfanger, errichtet 1715
- Statuen der hl. Pauline und der hl. Rosalia, vor der Kirche
- Kreuz, vor der Kirche
- Statue der Jungfrau Maria, hinter dem Dorf am Weg zur Bečva
- Gedenksteine für die Opfer des Ersten und Zweiten Weltkrieges, auf dem Dorfanger
- Gedenkstein für die 1944 gefallenen amerikanischen und kanadischen Piloten, errichtet 2001 in Vrbovec